# Tian Shan
Tian Shan, ou, na sua forma em português, Tião Chão (chinês: 天山; Pinyin: Tiān Shān, "montanhas celestiais") é um grande sistema de cordilheiras da Ásia Central, na região fronteiriça entre o Cazaquistão, Quirguistão e a Região Autónoma Uigur de Xinjiang na China ocidental. 
O sistema Tian Shan estende-se da província de Xinjiang até ao norte do Paquistão e à parte do Jammu e Caxemira onde se encontra com o Indocuche.
Estas montanhas fazem parte da cintura da cordilheira do Himalaia originada pela colisão das placas da Índia e da Eurásia no período Cenozoico.
Atinge a altitude máxima no Pico Jengish Chokusu (Pico Pobedy, ou Pico Vitória), a 7 439 metros de altitude, o ponto mais alto do Quirguistão, situado na fronteira com a China. O segundo pico mais elevado é o Khan Tengri (em tártaro e mongol: "Senhor dos espíritos"), a 7 010 metros de altitude, situado na fronteira entre Cazaquistão e Quirguistão. Outra montanha importante é o Bogda Feng, na parte oriental, e que tem 5 445 metros.
O Passo Torugart, a 3 752 metros, fica na fronteira entre Quirguistão e a província chinesa de Xinjiang. Os principais rios que nascem nesta cordilheira são o Sir Dária e o Tarim.
Parte da cordilheira Tian Shan é habitada por tribos de pastores que falam um idioma pertencente ao grupo das línguas turcomanas da família das línguas altaicas.
Um dos primeiros europeus a visitar e a descrever o Tian Shan em pormenor foi o explorador russo Peter Semenov na década de 1850.
A variante central da Rota da Seda passava ao sul desta cordilheira, enquanto que a variante norte, passava ao norte.

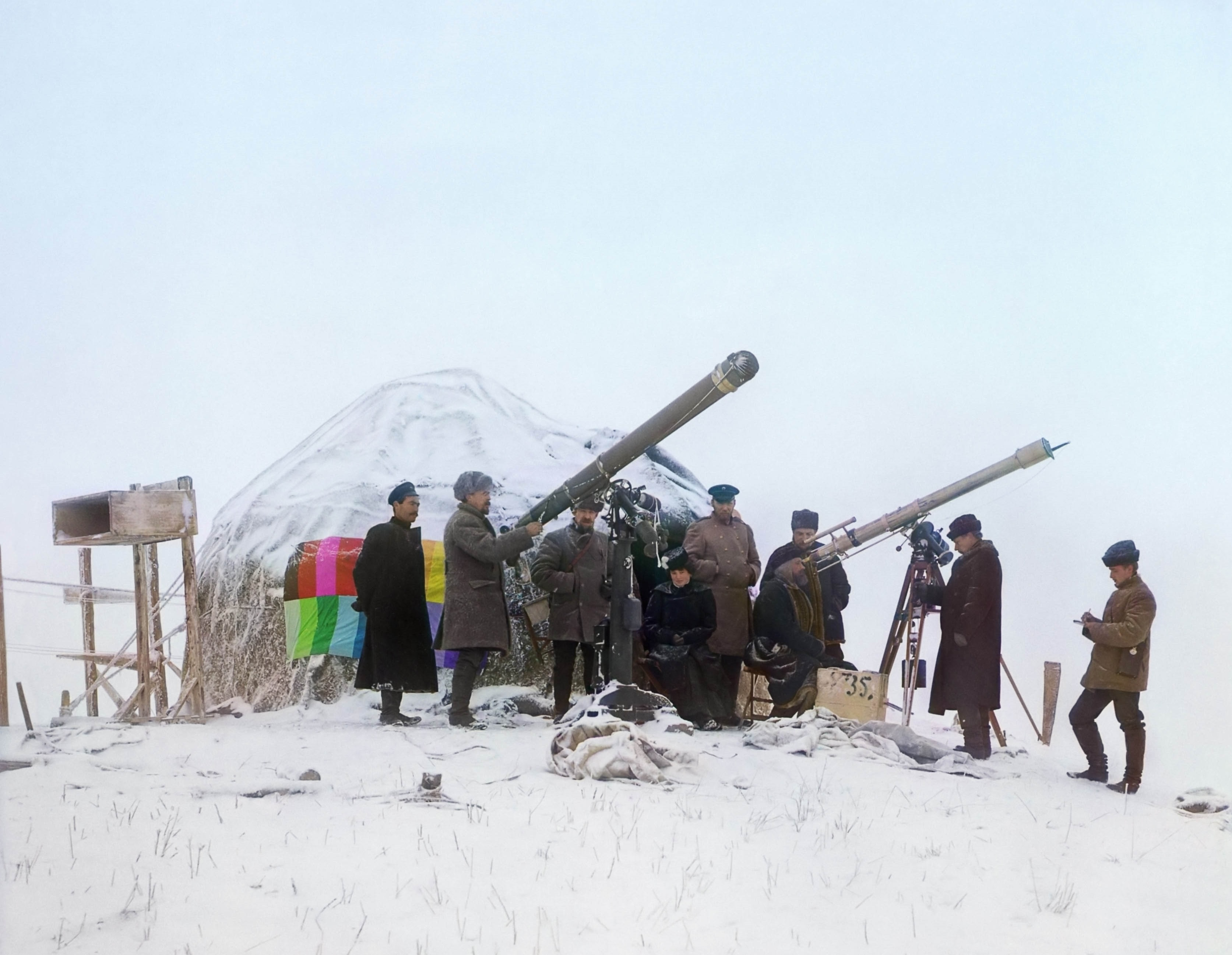
Observações astronómicas em Tian Shan (1912), fotografia de Sergei Mikhailovitch Prokudin-Gorski, pioneiro da fotografia a cores
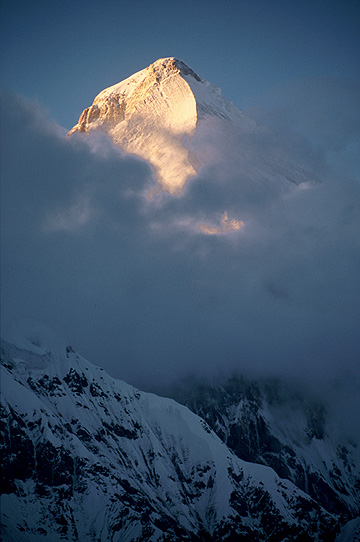
Khan Tengri
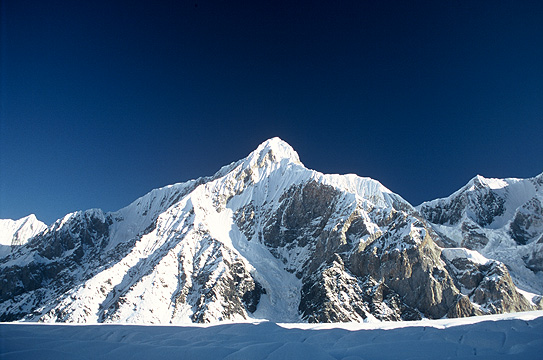
Pico Gorkiy visto do glaciar de Inylchek-Sul
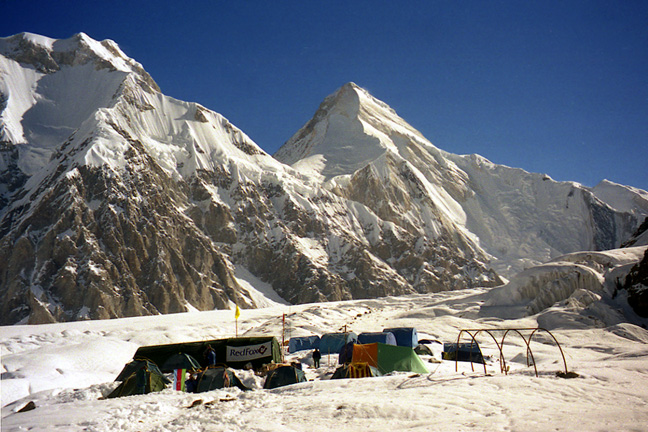
Campo de Inylchek-Sul, com o Chapaev e o Khan Tengri ao fundo do glaciar